# Pfarrkirche St. Markus (Linz)

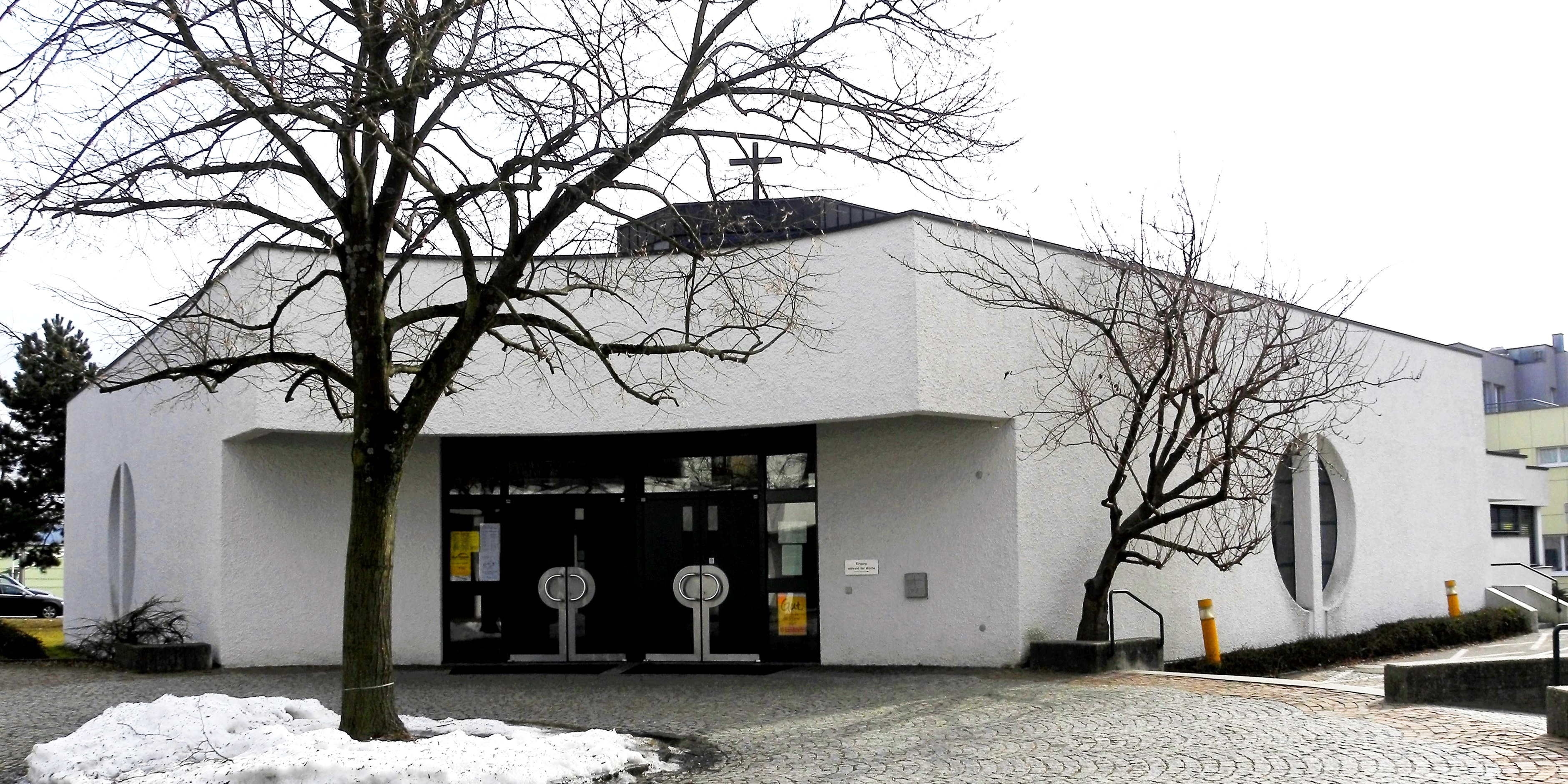
Pfarrkirche Urfahr-St. Markus

Innenraum

Die römisch-katholische Pfarrkirche Urfahr-St. Markus steht im Linzer Stadtteil Gründberg und gehört seit dem 1. Jänner 2023 als eine von 8 Pfarrteilgemeinden zur Pfarre Urfahr der Diözese Linz. Die Kirche wurde zwischen 1979 und 1981 nach Plänen von Erich Scheichl und Franz Treml errichtet.

## Geschichte

### Geschichte der Pfarre
Die Pfarre St. Markus geht auf die Kaplanei Gründberg zurück, die Bischof Josephus Calasanz Fließer am 1. November 1941 errichtete, um den dort installierten Seelsorger vor der Einberufung zur Wehrmacht durch die Nationalsozialisten zu bewahren. Diese Kaplanei wurde jedoch bereits am 1. Jänner 1944 in die Kooperator-Expositur Linz-Christkönig eingegliedert. Nachdem ab 1968 wieder gelegentlich Messen abgehalten wurden, fanden ab 1970 regelmäßige Messfeiern in Gründberg statt, die von einem eigenen Kaplan gehalten wurden. Am 1. Jänner 2023 ging die Pfarre St. Markus in der Pfarre Urfahr auf.

### Geschichte der Pfarrkirche
Nachdem der Pfarrkirchenrat 1969 ein Raumkonzept für eine eigene Kirche erstellt hatte, kam es 1973 zur Schaffung einer Kooperator-Expositur, die 1986 in eine Pfarrexpositur umgewandelt wurde. Nach dem Spatenstich am 16. November 1979 folgte am 22. Juni 1980 die Grundsteinlegung. Die Weihe der Kirche konnte am 29. November 1981 gefeiert werden.

## Bauwerk
Die Anlage der Pfarre St. Markus besteht aus der Pfarrkirche, einem Pfarrsaal und einem Pfarrhof, die sich um einen kreisförmigen, geschlossenen Platz gruppieren. Die Anlage befindet sich an der Ausfahrtsstraße nach Bad Leonfelden.

### Äußeres
Bei der Pfarrkirche St. Markus handelt es sich um ein Bauwerk mit weißen Rauputzwänden und Flachdach über abgewandeltem quadratischen Grundriss. Der Bereich über dem Altar wurde mit einem hexagonalen Aufbau versehen, über den eine kupferverkleidete, turmartige Leuchte ragt. Die Leuchte ist mit Lichtbändern versehen und einem Kreuz bekrönt. Die Eingangsfassade der Kirche wurde dem Kreisrund des Vorplatzes angepasst, die gegenüberliegende Stirnwand des Altarbereichs wurde abgeschrägt. Die Außenwände sind lediglich an der Nordost- und an der Nordwestwand durch jeweils ein kreisrundes, unterteiltes Fenster durchbrochen, wobei die grün gestrichenen Fensterunterteilungen und -rahmungen sowie die zweiflügeligen Portale die einzigen Farbakzente an der Außenfassade setzen. Westlich und südlich der Kirche befindet sich ein Anbau, in dem die Werktagskapelle, eine Sakristei sowie der Ausspracheraum untergebracht wurden.

### Inneres und Ausstattung
Der Hauptraum der Pfarrkirche wurde von den Architekten diagonal ausgerichtet, wobei sie den Altarraum um eine Stufe erhöhten. Abseits des darüberliegenden Aufbaus wird der niedrigere Raumbereich durch drei Rundpfeiler mit kapitellartigen Abschlüssen getragen. Die Dachkonstruktion aus Leimbindern steht durch ihre dunkle Holzausführung im Kontrast zu den weißen Wänden. Während der Altarraum mit Stein ausgelegt ist, findet sich im übrigen Inneren ein grauer Spannteppich. Die Ausstattung und Einrichtung der Pfarrkirche wurde von Erich Wulz geprägt, der szenische Darstellungen in unterschiedlichen Materialkombinationen und Bildträgern ausführen ließ.

## Veranstaltungen
- Die jährliche Bergmesse wird am Gründberghügel abgehalten.
- Der Verein KulturKirche St. Markus organisiert seit dem Jahr 2007 Kulturveranstaltungen in der Pfarre St. Markus.